# Sinfonia n. 3 (Chávez)
La Sinfonia n. 3 di Carlos Chávez fu composta nel 1951-1954 su commissione di Clare Boothe Luce ed è dedicata alla memoria di sua figlia, Ann Clare Brokaw.

## Storia
Chavez aveva evidentemente incontrato l'ex membro del Congresso degli Stati Uniti, ambasciatrice, editrice, giornalista, scrittrice, attrice e sceneggiatrice Clare Boothe Luce a Firenze ad un certo punto alla fine del 1940. Una strana amicizia sortì tra di loro, che continuò per quasi tre decenni. Nel febbraio 1950 la Luce venne a Città del Messico per una settimana di esplorazione culturale e in data 18 febbraio 1950 scrisse su un pezzo di giornale una commissione per un'opera musicale (inizialmente immaginata come un concerto per pianoforte), "per Ann Clare Brokaw la più bella e triste e gioiosa cosa che tu abbia mai scritto, che abbia in essa il suo bel viso e il mio cuore spezzato". Ann Clare Brokaw, che era morta in seguito ad un incidente automobilistico nel 1944, all'età di diciannove anni, era figlia unica della signora Luce dal suo primo matrimonio.
La composizione della Terza Sinfonia iniziò nel 1951, ma fu interrotta più volte. Dopo aver completato il primo movimento e una grande parte del secondo, Chávez si ammalò. Con il tempo guarì, ma c'erano scadenze più urgenti che costrinsero Chávez a mettere la partitura da parte, per lavorare alla Quarta e Quinta Sinfonia, entrambe le quali furono completate prima della terza. Nell'aprile del 1954 Chávez riprese il lavoro, completando lo spartito per pianoforte il 14 giugno e la partitura completa entro la fine dello stesso mese. La prima fu all'Anfiteatro José Ángel Lamas a Caracas, Venezuela, eseguito dalla Orchestra Sinfonica del Venezuela, diretta dal compositore. Secondo Chávez, questo avvenne il 9 dicembre 1954, anche se altri pongono la data all'11 dicembre 1954. Furono fatte altre esecuzioni, in Europa nel mese di giugno 1955 presso il I.S.C.M. Festival di Baden-Baden (in un concerto orchestrale diretto da Ernest Bour), a Londra con la London Symphony Orchestra diretta da Juan José Castro (29 novembre 1955) e negli Stati Uniti, con la New York Philharmonic sotto la direzione del compositore (26 gennaio 1956).

 Grazie agli sforzi del suo amico Aaron Copland, Chávez riuscì ad ottenere un contratto con Boosey & Hawkes nel 1955 e la Terza Sinfonia fu la prima delle sue opere pubblicate da tale ditta.

## Strumentazione
La sinfonia è scritta per ottavino, due flauti, due oboi, corno inglese, clarinetto Mi ♭, due clarinetti, clarinetto basso, tre fagotti (il terzo raddoppia il controfagotto), quattro corni, tre trombe, tre tromboni, tuba, timpani, percussioni (tre suonatori), arpa e archi.

## Analisi
La Terza Sinfonia si compone di quattro movimenti:
1. Introduzione: Andante moderato
2. Allegro
3. Scherzo
4. Finale

Il movimento di apertura introduce una serie di elementi tematici che verranno sviluppati in tutta la sinfonia-una procedura nota come forma ciclica. Il carattere fin dall'inizio è drammatico e teso, richiamando un po' 'lo stile "greco" della Sinfonía de Antígona e il balletto La hija de Cólquide. Più tardi nel movimento (in prova il numero 16), un contrasto stridente viene creato quando Chávez introduce un canto per bambini a cinque note, universalmente noto, una particolarità che si trova anche in un certo numero di opere contemporanee e precedenti del compositore, la Quarta Sinfonia, il lavoro corale Tierra mojada e Llamadas ed il balletto Caballos de vapor, le cui presenze qui possono essere spiegate da un qualche programma nascosto connesso alle condizioni legate all'incarico per la Sinfonia.
Dopo il primo movimento lento, il tempo veloce e costruzione sonata-allegro del secondo movimento ricordano più strettamente il tradizionale movimento di apertura di una sinfonia. Questo Allegro è la parte principale della sinfonia per la solidità della sua struttura formale e la sua maggior lunghezza rispetto agli altri movimenti. Per descriverlo come una sonata-allegro, tuttavia, bisogna far riferimento al suo carattere non alla sua forma, che è allo stesso tempo semplice e originale. Chávez sostituisce la solita esposizione-sviluppo-ricapitolazione con due sezioni alternate, ciascuna delle quali ricorre tre volte. Lo sviluppo avviene durante le comparsa della seconda di queste, sia attraverso la ricomparsa di motivi dalla prima sezione, o alla produzione di loro varianti.

## Registrazioni
- The Six Symphonies of Carlos Chávez. Orquesta Sinfónica Nacional de México; Carlos Chávez, cond. 3-LP set (stereo). CBS Masterworks 32 31 0002 (32 11 0020, 32 11 0022, 32 11 0024). New York: CBS, 1967.
- The Six Symphonies of Carlos Chávez. London Symphony Orchestra; Eduardo Mata, cond. 3-LP set (stereo). Vox Cum Laude 3D-VCL 9032. New York: Moss Music Group, 1983. Reissued on 2-CD set as Carlos Chávez: The Complete Symphonies. VoxBox2 CDX 5061. Hauppauge, NY: Moss Music Group, 1992. Partial reissue on CD: Carlos Chávez: Symphonies Nos. 1, 2 & 3. Vox Cum Laude MCD 10002. New York: Moss Music Group, 1983. This CD also reissued as Vox Unique VU 9020. Hackensack, NJ: Vox Unique, 1990.

### Approfondimenti
- Cowell, Henry. 1956. "Current Chronicle: New York". The Musical Quarterly 42, no. 2 (April):240–44
- Rickards, Guy. 2013. "Chávez Symphonies 1–6". Gramophone (9 January)